# Catocala verecunda
Catocala verecunda là một loài bướm đêm trong họ Erebidae.